# 内部效度
内部效度（Internal Validity），是指在研究实验测量中，在完全相同的研究過程中複製研究結果的程度。其用来证明一个特殊的自变量，比如一个程序或政策，引起一个被试因变量的改变。

## 简介
在实验中，内部效度决定了两个变量的因果关系是否能够被合适地表现出来，一个因果关联基于以下三个内容：
1. 原因（自变量）在時間上的發生順序先於结果（因变量）；
2. 原因（自变量）与结果（因变量）存在关联性；
3. 在实验观察中没有似是而非的其他解释（其他可变因素）。

## 影响因素

### 主试因素
- 期望效应（皮格马利翁效应）：主试因期望的不同，会对被试施加影响不同的方法。在实验中，期待是一种对实验结果产生影响的力量。比如马太效应。
- 投射效应：主试对被试的印象时总是假设其他人有相同倾向，即把自我特性投射到其他人身上。
- 刻板效应：主试对某人或某类人、某些事物的固定印象，作为判断和评价的依据。
- 首因效应和近因效应：主试对事物的最近一次印象，作为判断和评价的依据。
- 偏见：由于观察者个人动机和预期导致观察的错误。

### 被试因素
被试通过对主试的语言行为和态度的察觉，判断实验目的从改变反应、进而对被试信息和线索产生个人影响和改变。这种因素可以成为设计污染（Design Contamination）。
- 霍桑效应：被试知道自己成为观察对象，而改变行为倾向的效应。
- 评价忧虑：被试意识到自己正在被人观察和评价，后担心自己的行为不能被认可而产生的忧虑心理及行为异常。
- 取悦：被试为得到较好评价，而猜想主试愿望以行为异常。
- 罗密欧与朱丽叶现象：被试在探测到主试愿望后产生逆反心理，故意行为异常破灭主试期望。
- 安慰剂效应：在实验对照组中，被试认为某种无效刺激具有某种功能，从而有意无意中按照这种功能的结果而产生心理改变及行为异常，其是一种自我暗示。
- 亨利效应：被试接受虚假信息或刺激后产生盲目自信或积极态度，从而在反应上表现出异常正面效果。

### 影响因素
- 历时，或称“历史”（history）：指在实验中，时间与实验变量同时发生，并对实验结果产生影响。该情况下，研究者无法判断实验结果是由自变量（独立变量）引起还是由特定时间引起[5]。
- 成熟：实验中，被试心理发生变化，变得较为成熟、疲倦或对实验丧失兴趣等[5]。
- 选择：实验中，因未能采用随机化方法来选择、分配被试，造成实验前被试的组群之间存在显著差异性[5]。
- 测验：主试为取得实验初始状态，对被试实施前测验（Pre-Test），而该测验可能影响之后的实验处理（Post-Test）[5]。
- 被试亡失（Experimental Mortality）：实验中由于各种原因使较多被试中途退出或死亡，导致研究者因为样本太小或组间被试不均，而无法对结果作出正确解释[5]。
- 统计回归（Statistical regression）：在实验处理前，因为选择了具备某一特征的极端部分的被试，实验处理后的后测验分数有回归到平均数的趋向。
- 仪器使用（Instrumentation）：实验过程中使用仪器不当、仪器失灵、测验材料出现问题或实验仪器改变，而导致实验结果不具有可信性[5]。